# Епархия Русада
Епархия Русада (лат. Dioecesis Rusaditana) — титулярная епархия Римско-Католической церкви с 1902 года.

## История
Античный город Русад (Rusadus) (современный Азеффун в Алжире) в первые века христианства входил в состав римской провинции Мавретания Цезарейская и был центром одноимённой епархии. Известно имя единственного античного епископа Идония, который принял участие в 484 году в синоде в Карфагене, после чего был сослан королём вандалов Хунерихом.
С 1902 епархия Русада является титулярной епархией Римско-Католической церкви.

## Античный епископ
- епископ Идоний (упоминается в 484 году);

## Титулярные епископы
- епископ Агапито Августо Фиорентини, Францисканец (21.03.1902 — 22.08.1941);
- епископ Хуан Тарцизий Сеннер, Францисканец (25.02.1942 — 26.10.1951), назначен епископом Кочабамбы;
- епископ Джозеф Ховард Ходжес (8.08.1952 — 23.11.1962), назначен епископом Уилинга;
- епископ Павол Мария Гнилица, Иезуит (13.05.1964 — 8.10.2006);
- епископ Паскаль Жан Марсель Винцер (2.04.2007 — 13.01.2012), назначен архиепископом Пуатье;
- епископ Жорж Абу Хазен, Францисканец (с 4.11.2013 года).

## Источник
- Pius Bonifacius Gams, Series episcoporum Ecclesiae Catholicae, Leipzig 1931, p. 468  (лат.)
- Stefano Antonio Morcelli, Africa christiana, Volume I, Brescia 1816, p. 264  (лат.)